# Панікадило

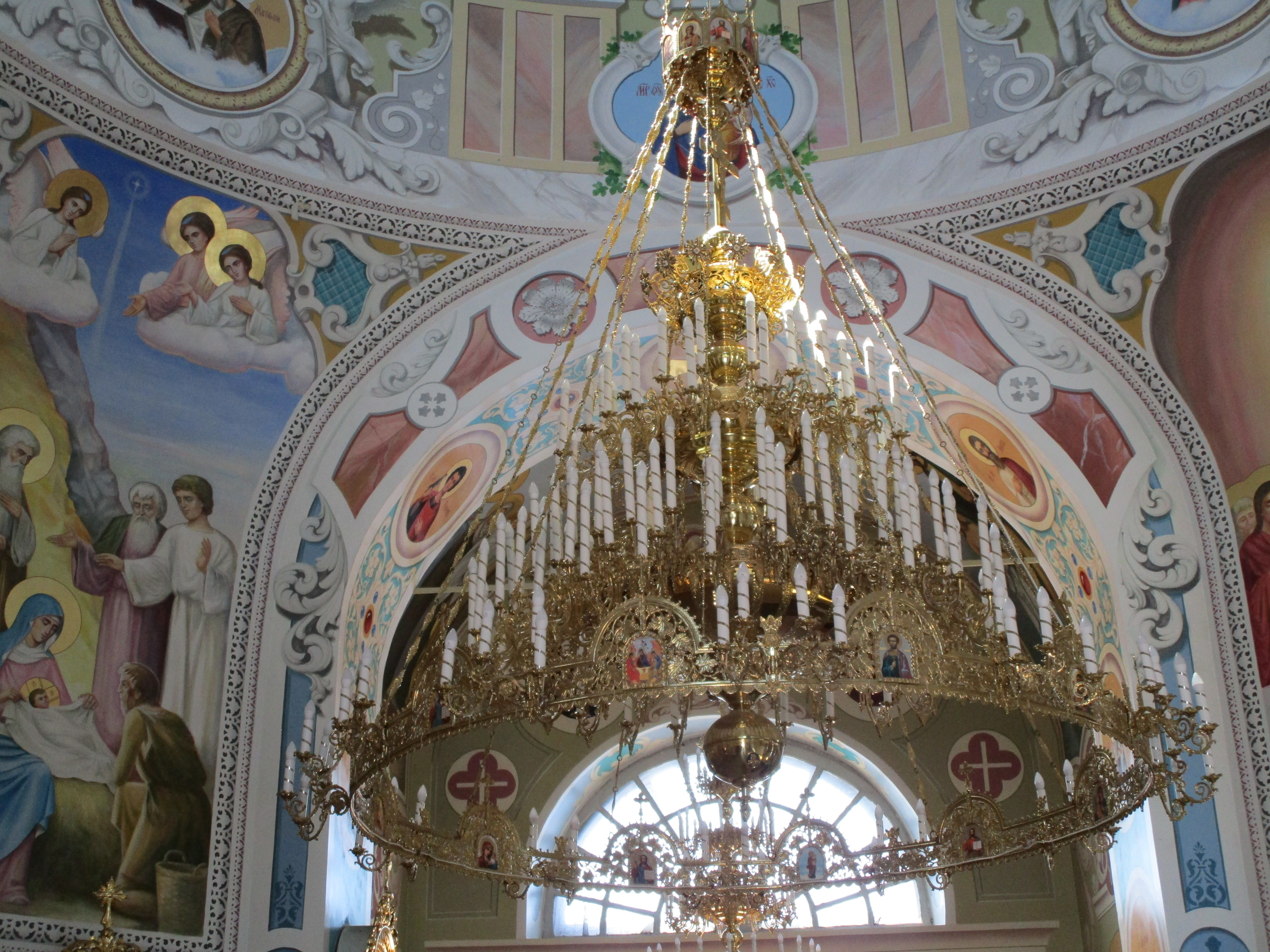
Панікадило Храму Різдва Пресвятої Богородиці в Дергачах

Панікади́ло (грец. πολυκάνδηλον — «багатосвіччя») — велика центральна люстра зі свічками у християнській культовій споруді, підвісний світильник. Зазвичай панікадило підвішують у середохресті або підбанному просторі.
Панікадило засвічують в урочисті моменти богослужіння.

## Цікаві факти
- «Паникадило» — народна назва люпина жовтого — рослини родини бобових. Цей вид люпину дійсно має певну схожість з панікадилом: його квіти зібрані у вертикальні стоячі китиці, які нагадують свічки[1].
- У творах Олеся Гончара «Людина і зброя» та Івана Багряного «Огнене коло», що описують події Другої світової війни, «панікадилами» називали парашутні освітлювальні снаряди[2][3].